# Mark Lenzi
Mark Edward Lenzi (Huntsville (Alabama), 4 juli 1968 – Greenville (North Carolina), 9 april 2012) was een Amerikaans schoonspringer, die op de Olympische Zomerspelen 1992 in Barcelona een gouden plaats behaalde op de 3-meterplank. Op de Olympische Zomerspelen 1996 in Atlanta pakte hij opnieuw een medaille, deze keer de bronzen plak.
Lenzi was ook de eerste atleet die meer dan 100 punten scoorde met een sprong.
Op 28 maart 2012 werd Lenzi opgenomen in het ziekenhuis van Greenville nadat hij verschillende keren het bewustzijn had verloren. Hij overleed in dit ziekenhuis op 9 april 2012.